# Kuklos Adelphon

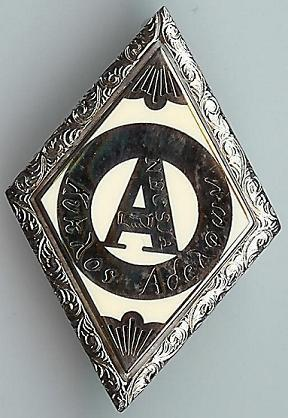
Broche de fraternité avec les lettres NECSJA gravées. Celles-ci indiquent la devise de la société : Nil ego contulerim sanus jucundo amico (Horace),.

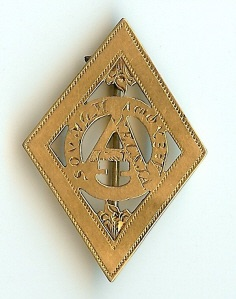
Insigne de la fraternité Kuklos Adelphon vers 1850.

Kuklos Adelphon est une fraternité fondée dans l'université de Caroline du Nord en 1812, également connue sous le nom de Kappa Alpha, KA, Kappa Alpha, Circle of Brothers et Alpha Society. Le nom dérive du grec ancien Κύκλος Αδελφών, qui signifie « Cercle des Frères ». L'organisation s'est rapidement développée dans le Sud des États-Unis, non seulement sur les campus, mais aussi dans les villes où les anciens élèves se sont installés. La société commence à décliner au cours des années 1850 et disparaît complètement après la guerre civile. 
Le groupe est à son apogée au printemps 1855, lorsqu'une faction minoritaire révèle les secrets de l'ordre, conduisant à la dissolution de son chapitre dans l'université de l'Alabama, ainsi que des chapitres dans d'autres institutions. En 1858, le chapitre de l'université de Caroline du Sud mène une réorganisation de l'ordre et il a est reconstitué comme Phi Mu Omicron, mais cet ordre ne survit pas à la guerre civile. Le dernier chapitre de Kuklos Adelphon proprement dit, celui de l'université de Caroline du Nord est dissout en 1866. 
John Lester, fondateur du Ku Klux Klan, a affirmé que le rituel d'initiation du Klan était fondé sur une fraternité populaire et il a été spéculé par Allen Trelease que « Kuklos Adelphon a presque certainement fourni le modèle » pour le premier Klan. 